# Círculo lingüístico de Moscú

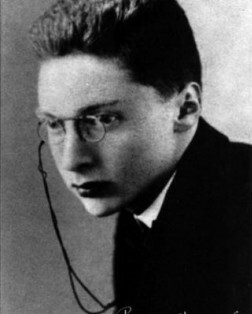
Roman Jakobson, miembro del Círculo lingüístico de Moscú.

El círculo lingüístico de Moscú fue un grupo de importantes pensadores en el campo de la semiótica, teoría literaria y lingüística, que funcionó en Moscú desde 1915 hasta aproximadamente 1924. Relacionado con el formalismo ruso.
Entre sus miembros se contaban Roman Jakobson, Grigori Gukovski, Piotr Bogatyriov o Boris Tomashevski. El grupo era la contraparte del grupo lingüístico de San Peterburgo (OPOYAZ), del que también formaron parte algunos de sus integrantes (Tomashevski). Ambos grupos (junto con el posterior círculo lingüístico de Praga) fueron los responsables del desarrollo del formalismo en la semiótica literaria y la lingüística.